# Франтішек Каберле (батько)
Франтішек Каберле (чеськ. František Kaberle; нар. 6 серпня 1951, Кладно, Чехословаччина) — чехословацький хокеїст, захисник. 
Чемпіон світу 1976, 1977. Член зали слави чеського хокею (2010).
Батько Франтішека та Томаша Каберле, відомих чеських хокеїстів.

## Клубна кар'єра
В чемпіонаті Чехословаччини грав за СОНП із Кладно (1970-1972, 1974-1983) та «Дуклу» (1969-1971). Всього в лізі провів 426 матчів (49 голів). У складі обох команд вигравав національний чемпіонат (1974-1978, 1980). Володар кубка європейських чемпіонів 1977 року. 
Сезон 1983/84 провів у японському клубові «Фурукава Денко». Наступного року завершив виступи у складі німецького «Дуйсбурга» (1984/85).

## Виступи у збірній
У складі національної збірної був учасником Олімпійських ігор 1980 у Лейк-Плесіді.
Брав участь у п'яти чемпіонатах світу та Європи (1975-1979). Чемпіон світу 1976, 1977; другий призер 1975, 1978, 1979. На чемпіонатах Європи — дві золоті (1976, 1977) та три срібні нагороди (1975, 1978, 1979).  На чемпіонатах світу та Олімпійських іграх провів 43 матчі (4 закинуті шайби), а всього у складі збірної Чехословаччини — 107 матчів (9 голів). Фіналіст Кубка Канади 1976 (2 матчі).

## Досягнення

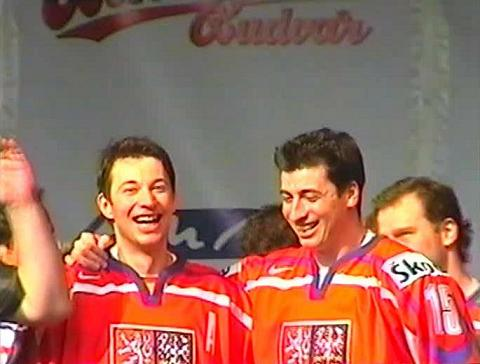
Його сини, Франтішек та Томаш.

| Нагороди                     | Команда          | Кіл. | Роки                         |
| ---------------------------- | ---------------- | ---- | ---------------------------- |
| Чемпіонат світу              |                  |      |                              |
| Золото                       | Чехословаччина   | 2    | 1976, 1977                   |
| Срібло                       | Чехословаччина   | 3    | 1975, 1978, 1979             |
| Кубок Канади                 |                  |      |                              |
| Фіналіст                     | Чехословаччина   | 1    | 1976                         |
| Чемпіонат Європи             |                  |      |                              |
| Золото                       | Чехословаччина   | 2    | 1976, 1977                   |
| Срібло                       | Чехословаччина   | 3    | 1975, 1978, 1979             |
| Кубок європейських чемпіонів |                  |      |                              |
| Володар                      | СОНП (Кладно)    | 1    | 1977                         |
| Фіналіст                     | СОНП (Кладно)    | 4    | 1975, 1976, 1978, 1979       |
| Чемпіонат Чехословаччини     |                  |      |                              |
| Золото                       | «Дукла» (Їглава) | 1    | 1974                         |
| Золото                       | СОНП (Кладно)    | 5    | 1975, 1976, 1977, 1978, 1980 |